# لوئیز کارلوس پریرا
لوئیز کارلوس پریرا (به پرتغالی: Luiz Carlos Pereira) مدافع اهل برزیل است که در شهر سائوپائولو و در تاریخ ۶ مارس ۱۹۶۰ به دنیا آمده‌است.
لوئیز کارلوس پریرا در تیم‌های فوتبال توکیو وردی، کونسادول ساپورو سابقهٔ حضور دارد.